# Théorie de la répartition néoclassique
La théorie de la répartition néoclassique est la théorie de la répartition du revenu basée sur la productivité marginale du travailleur. Cette théorie prévaut au sein du cadre théorique de l'école néoclassique.

## Concept
La question de la répartition du revenu est l'une des grandes questions soulevées par l'école classique. Cette dernière fonde son analyse sur la valeur travail, c'est-à-dire l'idée selon laquelle la quantité de travail générée est l'origine de la rémunération du travailleur. L'école néoclassique prolonge les travaux de l'école classique en adoptant un mode de réflexion appelé marginaliste. Le raisonnement des néoclassiques est « à la marge », c'est-à-dire qu'il ne s'intéresse pas tant à la productivité qu'à la productivité marginale. Cette productivité correspond à la valeur supplémentaire créée par une unité de temps de travail supplémentaire (ou par une unité de salarié supplémentaire).
Les néoclassiques créent leur théorie de la répartition selon cette réflexion à la marge. Dans The Distribution of Wealth : A Theory of Wages, Interest and Profits (1899), John Bates Clark soutient que le travailleur est rémunéré selon sa productivité marginale. Selon Clark, la rémunération est juste et efficace lorsque chaque facteur de production (travail, capital, terre) est rétribué selon sa productivité marginale, c'est-à-dire selon sa contribution au processus de production. L'efficacité est due au fait qu'alors, la production, et donc le revenu, global est maximum compte tenu des ressources disponibles ; la justice est due à ce qu'avec ce mode de rémunération, chacun reçoit ce qui correspond à sa « contribution ».
Dans une telle situation, le salaire est égal à la productivité marginale du capital ; le salaire est en même temps le prix d'équilibre déterminé sur le marché du travail. Le profit est égal à la productivité marginale du capital, à savoir, sur le long terme, le taux d'intérêt. Lorsque le taux de profit est supérieur au taux d'intérêt, les producteurs affluent sur le marché, et l'offre augmente ; cela fait en retour diminuer les prix, et donc le profit, qui s'égalise avec le taux d'intérêt. Les rendements d'échelle sont considérés comme constants.
Plusieurs auteurs, dont Philip Wicksteed, ont noté rapidement que si les rendements d’échelle sont constants, cela impliquerait un profit nul à l’équilibre concurrentiel. D’où les sarcasmes de Francis Edgeworth et quelques autres – pourquoi se lancer dans la production en sachant qu’on n’en tirera pas profit ?
Plusieurs auteurs — dont Walras, Hicks, Samuelson — ont essayé de résoudre ce dilemme. D’abord en distinguant entre coût minimum et profit maximum, puis entre « court terme », où les rendements d’échelle sont décroissants et où le profit peut être positif, et « long terme » où le profit disparaît sous l’effet de la libre entrée. Cette solution, d’équilibre partiel, ne résout pas vraiment la question, notamment parce qu’elle suppose la présence de coûts fixes, et donc de seuils de production, qui font de la libre entrée un processus instable.
Une autre confusion provient de ce que Clark supposait que la concurrence prend la forme d'un marchandage généralisé, jusqu'à l'élimination de toutes les possibilités d'échanges mutuellement avantageux — ce qui ne manque pas de cohérence, tout en étant impossible à formaliser — alors que ses successeurs raisonnent avec des offres et demandes de facteurs par des agents preneurs de prix, comme dans le modèle de concurrence parfaite, ce qui est incompatible avec les rendements d'échelle constants — et donc avec l'épuisement du produit.

## Formulation produit
Dans The Distribution of Wealth, Clark assimile la « libre concurrence » à une « loi naturelle » qui conduit, si on la laisse s’exercer, à une « société juste », où chacun est rémunéré selon sa « contribution au produit ». Clark considère deux facteurs, le travail et le capital, dont il fait varier séparément les quantités. Ainsi quand la quantité de travail augmente, le capital étant donné, le produit augmente, mais de plus en plus lentement — la productivité marginale du travail est décroissante (il devient de plus en plus dur, ou fatigant, de produire). Clark imagine qu’on se trouve sur une « île », où la quantité de travail est donnée – on la notera L – et qu’elle est pleinement employée. La productivité marginale est alors donnée par le produit « perdu » quand on retire un travailleur (ou une heure de travail). Clark suppose qu'il y a un marchandage généralisé, qui ne s'arrête que lorsque tous les facteurs sont payés selon leur productivité marginale - il ne subsiste plus alors la possibilité de faire des échanges mutuellement avantageux.
Les productivités marginales étant supposées décroissantes, les autres travailleurs produisent plus que le travailleur « marginal » tout en étant payés comme lui. Il s’ensuit qu’il existe un surplus, ou un excédent, entre ce qui est produit et la part qui en revient aux travailleurs. Selon Clark, ce surplus sert à rémunérer exactement le capital, selon le même principe – il est payé selon sa productivité marginale, supposée décroissante aussi. De la même façon, le surplus obtenu en rémunérant le capital à sa productivité marginale serait exactement égal à la rémunération du travail, payé à sa productivité marginale.
Ainsi, le produit (revenu national) serait donné exactement par la somme des revenus du travail et du capital, chacun étant rémunéré selon sa productivité marginale. On dit qu'il y a « épuisement du produit ». Clark voit dans cette propriété de la concurrence la preuve à la fois efficace (prix = productivité marginale) et juste (chacun reçoit la contrepartie de sa production) du capitalisme (concurrentiel).
Très rapidement, en utilisant des notations mathématiques simples, plusieurs auteurs ont montré qu’en fait l’épuisement du produit n’est effectif que si la fonction de production de l'économie dans son ensemble, dont les productivités marginales sont les dérivées, est homogène de degré 1 (les rendements d’échelle sont constants, en économie). En effet, si on note {\displaystyle Q=F(K,L)} la relation liant le produit Q aux quantités de facteurs capital et travail, K et L, alors les productivités marginales du capital et travail sont données par les dérivées partielles et {\displaystyle F_{L}'(K,L)}. Si le travail et le capital sont rémunérés à leur productivité marginale, alors leurs revenus sont donnés, respectivement, par {\displaystyle K\cdot F_{K}'(K,L)} et {\displaystyle L\cdot F_{L}'(K,L)}.
L’hypothèse de Clark selon laquelle la valeur du produit est donnée exactement par la somme de ces rémunérations (les contributions de chaque facteur) s’écrit donc :{\displaystyle F_{K}'(K,L)}
Il découle toutefois de cette égalité que la fonction {\displaystyle F(\cdot )} est homogène de degré 1 (théorème d'Euler), donc que la fonction de production est à rendements d’échelle constants.
Clark n’a pas vu que sa « loi naturelle » n’est valable que si les rendements sont constants. Mais même si cela avait été le cas, cela n’était pas trop gênant dans sa perspective, puisque son raisonnement part de l’idée qu’il y a plein emploi des facteurs de production (ceux présents dans son « île »), après aboutissement du marchandage généralisé ayant conduit à ce que chacun soit rémunéré selon sa productivité marginale. En revanche, les rendements constants sont bien plus gênants lorsque l’on raisonne au niveau microéconomique et qu’on ne veut pas faire intervenir des questions relevant de la justice. En effet, les rendements d’échelle constants en situation concurrentielle – c’est-à-dire avec des entreprises qui sont preneuses de prix – ont pour conséquence que leur profit est nul à l’équilibre. Ce qui a entraîné les sarcasmes d’un certain nombre d’auteurs, dont Francis Ysidro Edgeworth :
« La justice est un cube parfait disait le sage des Anciens ; et le comportement rationnel est une fonction homogène, ajoute le savant moderne. Une théorie qui conduit à de tels paradoxes doit certainement être énoncée avec précaution » (Edgeworth, 1904, p. 14).
À cela s’ajoute le fait que lorsque les rendements sont constants en concurrence parfaite, la demande de facteurs, et l’offre de produit, est soit nulle, soit indéterminée, soit infinie – selon que le coût unitaire, qui est constant quand les rendements le sont, est supérieur, égal ou inférieur au prix (donné) du produit.
Wicksell, Walras et Hicks ont cherché à échapper au dilemme des rendements constants (en concurrence parfaite), tout en essayant de garder la théorie de la répartition selon la productivité marginale. Tous ont admis, d’une façon ou d’une autre, qu’il existe, du moins partiellement, des rendements décroissants - cas où la demande concurrentielle de facteurs est déterminée . Mais alors il n'y a plus épuisement du produit. Il demeure un résidu, qui ne représente pas la « contribution » au produit d’un quelconque « facteur ». Ce que Clark considérait comme étant « injuste » et pourrait donner, « avec raison », le sentiment aux travailleurs d’« être volés ».
Le résidu peut ne pas être négligeable. Si, par exemple, la fonction de production est à rendements décroissants et, disons, homogène de degré 3/4, le reste est donné par un quart du produit. La solution généralement adoptée est de considérer que ce résidu va disparaître, sur le long terme grâce à la libre entrée de nouvelles entreprises qui cherchent à se l'approprier. Mais cette solution n'est en fait pas (logiquement) valable.

## Solutions

### Solution de Walras et Hicks
La solution proposée par Walras et Hicks consiste en fait à abandonner l’approche d’équilibre général par la fonction de production pour retenir celle, d’équilibre partiel, qui fait appel à la fonction de coût, ce qui leur permet d’introduire des coûts fixes – la courbe de coût moyen étant supposée en U (les rendements étant d’abord décroissants, puis croissants). Le coût moyen {\displaystyle C_{M}(q)} a donc un minimum (le « fond de la cuvette »), pour une certaine production, qu’on peut noter {\displaystyle q_{m}}. Ainsi, si le prix p est égal au coût moyen minimum, {\displaystyle C_{M}(q_{m})}, alors le profit maximum que peuvent faire les entreprises est nul (à ce prix les dépenses {\displaystyle C(q_{m})=q_{m}C_{M}(q_{m})} sont tout juste égales aux recettes {\displaystyle p_{m}\cdot q_{m}}, en posant {\displaystyle p_{m}=C_{M}(q_{m})}. Les recettes – le produit – servent donc à tout juste rémunérer les facteurs de production. On retrouve le résultat de Clark, et on évite tous les inconvénients propres aux rendements constants – l’offre est {\displaystyle q_{m}} et la demande des facteurs en découle – mais au prix d’une erreur logique relevée quelques années plus tard par Paul Samuelson : le but des entreprises n’est pas de produire à un coût moyen minimum, mais de faire un profit maximum. Samuelson propose alors sa propre solution : tant que l’offre des entreprises se fait à un coût moyen inférieur au prix, elles font un profit (le fameux « résidu »). Mais cela ne vaut que pour un temps, « à court terme », car ce profit attire « à la longue » de nouvelles entreprises ce qui, s’il y a libre entrée sur le marché, se traduit par une offre accrue, et donc par une baisse de prix, qui se poursuivra tant que le coût moyen minimum (le « fond de la cuvette ») soit atteint. Quand il l’est, le profit (« résidu ») est nul et il n’y a plus d’entreprise qui « entre ». C’est l’équilibre « de long terme », qui correspond au cas décrit par Clark – le produit se répartit exactement entre ceux qui ont contribué à sa production, chacun étant rémunéré à sa productivité marginale.
Cette présentation, très fréquente dans les manuels, comporte toutefois une faille importante : pour que la courbe de coût moyen ait un minimum (pour qu’elle soit en U), il faut supposer la présence de coûts fixes – ils sont à l’origine de la branche de gauche, « descendante » du U. Mais qui dit coûts fixes, dits seuils de production : pour que la production soit rentable il faut qu’elle soit suffisante pour amortir les coûts fixes. Si on note q° ce seuil , en supposant pour simplifier que toutes entreprises ont le même seuil, alors l’entrée d’une nouvelle entreprise va se traduire par un bond égal à q° de l’offre. Ainsi, à un moment donné, l’entrée d’une nouvelle entreprise fera que l’offre est supérieure à la demande – alors qu’elle lui était inférieure avant cette dernière entrée. On passera ainsi d’une situation d’équilibre – égalité de l’offre et de la demande – avec un « résidu » (avant l’entrée), à une situation où il n’y a pas d’équilibre (après l’ « entrée »), l’offre dépassant la demande. On est à nouveau dans l’impasse. Le seul cas où la théorie de la répartition de Clark serait valable est celui où l’entrée d’une entreprise qui ne produirait que q° se traduise par une offre (globale) qui serait exactement égale à la demande (globale). Cas dont la probabilité est pratiquement nulle. Mas-Colell, Whinston et Green (1995) parlent à propos de l’entrée de nouvelles entreprises avec seuil de production de « problème du nombre entier », les entreprises, et les coûts fixes, ne pouvant être découpés en fractions aussi petites que l’on veut.

### Solution « moderne » : le modèle d’équilibre général (Arrow-Debreu)
Le modèle d’équilibre général est le seul à ne pas comporter de failles, tout en gardant le « résidu » : les profits n’y sont pas nuls à l’équilibre. Il règle la question des coûts fixes et du court/long terme en supposant que les entreprises font, au moment de leur décision, un choix intertemporel – elles décident de leur production (et de leurs achats) présents et futurs. À la différence de ce que fait Clark, le modèle ne suppose pas que le travail et les inputs qui forment le capital sont donnés et pleinement employés – ce qui permet à Clark de définir les productivités marginale {\displaystyle F_{K}'(K,L)} et {\displaystyle F_{L}'(K,L)}, avec (K,L) donné.
Dans le modèle d’équilibre général, les entreprises déterminent la quantité de travail et de capital en fonction des prix donnés – dont elles sont « preneuses ». Ainsi, elles demandent une quantité de travail {\displaystyle L^{D}} telle que la productivité marginale {\displaystyle F_{L}'(K,L)} soit égale au salaire. De même pour la demande de capital, {\displaystyle K^{D}}.
Ces demandes sont donc telles que la productivité marginale de chaque facteur (input) est égale au prix (donné) de ce facteur. Ce qui est vrai, en particulier, à l’équilibre lorsque demandes et offres – qui dépendent ici aussi, et à la différence de ce qui se passe chez Clark, des prix (donnés).
Pour que les demandes de facteurs soient définies – pour que le système d’équations {\displaystyle F_{L}'(K,L)} {\displaystyle =} salaire et {\displaystyle F_{K}'(K,L)} {\displaystyle =} taux de rendement ait une solution {\displaystyle (K^{D},L^{D})} –, il faut que les rendements d’échelle soient décroissants, et donc qu’il y ait des profits non nuls à l’équilibre.
Ce dont les auteurs du modèle de la concurrence parfaite sont conscients, puisque parmi leurs hypothèses, il y a une qui suppose que dans la dotation initiale des ménages, il y a les parts des entreprises qu’ils détiennent en tant qu’actionnaires – et donc la part de leurs profits qui leur revient sous forme de dividendes.
Reste la question de la répartition « initiale » de ces dotations en actions des entreprises : Clark les aurait-il considérées comme étant « justes », alors qu’elles ne sont pas le résultat d’une contribution au produit de ceux qui les reçoivent ?

## Critiques

### Possibilité d'estimation de la productivité marginale
La théorie néoclassique de la répartition du revenu a été critiquée par diverses écoles de pensée pour son caractère irréaliste. Il est difficile, en effet, d'estimer la productivité marginale d'un travailleur par rapport à un autre. C'est à ce titre que Dani Rodrik écrit que « les grandes théories, au bout du compte, ont moins à offrir qu'elles ne promettent ». 

### Inexistence de conflits sociaux
Cette théorie, à l'instar des théories des néoclassiques, efface les classes sociales et les conflits sociaux par une atomisation des individus. Comme l'écrit Alain Beitone, « la théorie néoclassique de la répartition ignore l'opposition entre capital et travail ». Ainsi, dans l’Économie post-keynésienne, les auteurs écrivent que « dans la théorie néoclassique, la répartition des fruits de la croissance ne constitue pas un enjeu car, à l'optimum, la rémunération des facteurs de production est déterminée par leurs productivités marginales ».
Les keynésianismes ont refusé la théorie de la répartition des néoclassiques, notamment après John Maynard Keynes, ce dernier s'étant peu exprimé sur la question de la répartition de la valeur. Pour le post-keynésianisme, « la rémunération de ces facteurs [de production que sont le travail et le capital] ne résulte pas de leurs productivités mais en grande partie du rapport de force, du conflit distributif entre le travail et le capital ».